# Star Wars: The Force Unleashed

Логотип проєкту «Star Wars: The Force Unleashed»

«Зо́ряні Ві́йни: Си́ла Нездола́нна» (англ. Star Wars: The Force Unleashed) — мультимедійний проєкт, що розробляється «LucasArts» разом із «Dark Horse Comics», «LEGO», «Hasbro» та «Del Rey Books». Складається з відеоігор, книги про створення першої з них, роману, коміксу, довідника, набору для рольових ігор, іграшок.

## Сюжет
Всі продукти, події в відеогрі та виданнях проєкту пов'язані з всесвітом «Зоряних війн». Останні відбуваються між ІІІ і IV епізодами.
Проєкт присвячено історії таємного учня Дарта Вейдера, який має прізвисько Старкілер, але народжений під ім'ям Ґален Марек, та полює на джедаїв, які ще залишилися живими після Наказу 66. Але насамкінець, він жертвує собою заради лідерів Альянсу повстанців, які на його честь беруть символом Альянсу герб родини Ґалена.

## Персонажі

### Канонічні появи персонажів
- Меріс Бруд (англ. Maris Brood), жінка-забрак, падаван Шаак Ті
- Дарт Десолоус (англ. Darth Desolous), чоловік-пау'ан, темний володар ситів, який жив близько 3522 р. ДБЯ
- Джуно Екліпс (англ. Juno Eclipse), жінка-людина, імперський капітан
- Ґарм Бел Ібліс (англ. Garm Bel Iblis), чоловік-людина, сенатор
- Клііф (англ. Kleef), чоловік-ґунґан, мисливець за головами
- Рам Кота (англ. Rahm Kota), чоловік-людина, лицар-джедай
- Лобот (англ. Lobot), чоловік-людина, помічник адміністратора Захмарного міста на Беспіні
- Ґален Марек (англ. Galen Marek), чоловік-людина, таємний учень Дарта Вейдера
- Кенто Марек (англ. Kento Marek), чоловік-людина, лицар-джедай
- Мон Мотма (англ. Mon Mothma), жінка-людина, сенатор
- Чоп'аа Нотимо (англ. Chop'aa Notimo), чоловік-людина, мандалорський мисливець за головами
- Лея Орґана (англ. Leia Organa), жінка-людина, принцеса Альдераана
- Палпатін (англ. Palpatine), чоловік-людина, Імператор, темний володар ситів
- Каздан Паратус (англ. Kazdan Paratus), чоловік-алін, лицар-джедай
- Дарт Фобос (англ. Darth Phobos), жінка-коррібанка, стародавній темний володар ситів
- Бейл Орґана (англ. Bail Organa), чоловік-людина, сенатор
- ПРОКСІ (англ. PROXY), голодроїд
- R2-D2, астромеханічний дроїд
- Дрексль Руш (англ. Drexl Roosh), чоловік-родіанець, контрабандист
- Оззік Стурн (англ. Ozzik Sturn), чоловік-людина, імперський капітан
- Шаак Ті (англ. Shaak Ti), жінка-тоґрута, магістр-джедай
- Дарт Вейдер (англ. Darth Vader), чололвік-людина, темний володар ситів

### Неканонічні появи персонажів
У першій грі — як складовій частині проєкту — також присутні персонажі, поява яких є неканонічною для подій у всесвіті «Зоряних війн»: адмірал Акбар (англ. Admiral Ackbar), C-3PO, Ландо Калріссіан (англ. Lando Calrissian), граф Дуку (англ. Count Dooku), Кіт Фісто (англ. Kit Fisto), генерал Грівус (англ. General Grievous), Квай-Гон Джинн (англ. Qui-Gon Jinn), Пло Кун (англ. Plo Koon), Дарт Мол (англ. Darth Maul), Кі-Аді-Мунді (англ. Ki-Adi-Mundi), Ейла Секура (англ. Aayla Secura), Хан Соло (англ. Han Solo), Мара Джейд (англ. Mara Jade), Люк Скайвокер, Ассаж Вентресс (англ. Asajj Ventress), Мейс Вінду (англ. Mace Windu) та Джанго Фетт (англ. Jango Fett).
В її продовженні поява персонажів у нових (бонусних) місіях є взагалі неканонічною.
У анонсованій грі «Зоряні Війни: Сила Нездоланна ІІ» також присутній голос Йоди.